# Бойкачов Григорій Мефодійович
Григорій Мефодійович Бойкачов (нар. 19 квітня 1906, село Малевичі Могильовської губернії, тепер Жлобинського району Гомельської області Республіка Білорусь — 10 лютого 1975, місто Москва) — радянський партійний діяч, 1-й секретар Великолуцького обкому ВКП(б), секретар ЦК КП(б) Білорусі. Депутат Верховної Ради СРСР 2—3-го скликань.

## Біографія
Трудову діяльність розпочав у 1921 році робітником залізничної станції Жлобин Білоруської РСР.
У 1925—1927 роках — голова сільської ради села Малевичі Могильовської губернії.
Член ВКП(б) з 1927 року.
У 1927—1928 роках — секретар осередку КП(б) Білорусі; завідувач клубу станції Рудня Білоруської РСР. У 1928—1930 роках — голова сільськогосподарського кредитного кооперативу селища Стрешин Жлобинського району.
У 1930—1933 роках — студент Московського інституту журналістики.
У 1933—1937 роках — відповідальний редактор районної газети в Білоруській РСР.
З вересня 1937 року — заступник відповідального редактора газети «Советская Белоруссия», з квітня по серпень 1938 року — завідувач відділу партійного життя редакції газети «Советская Белоруссия».
У серпні 1938 — жовтні 1939 року — відповідальний редактор газети «Советская Белоруссия».
Восени 1939 року — уповноважений ЦК КП(б) Білорусі в Віленській області.
16 листопада 1939 — 22 грудня 1940 року — секретар ЦК КП(б) Білорусі з кадрів і член Бюро ЦК КП(б) Білорусі.
У 1940—1942 роках — слухач Вищої школи партійних організаторів при ЦК ВКП(б).
З 1941 по серпень 1944 року — відповідальний організатор ЦК ВКП(б).
У серпні 1944 — липні 1950 року — 1-й секретар Великолуцького обласного і міського комітетів ВКП(б).
У 1950 році — слухач Курсів перепідготовки при ЦК ВКП(б).
У 1950—1953 роках — заступник начальника Управління Головного Управління у справах видавництв, поліграфії і торгівлі книгами при Раді Міністрів СРСР. У 1953—1954 роках — заступник директора Державного видавництва образотворчого мистецтва Міністерства культури СРСР.
У 1954—1955 роках — уповноважений ЦК КПРС для створення нових зернових радгоспів в Кустанайській і Павлодарській областях Казахської РСР.
У 1955—1956 роках — 2-й секретар Північноказахстанського обласного комітету КП Казахстану. У 1956 — січні 1958 року — 1-й секретар Північноказахстанського обласного комітету КП Казахстану.
У 1958—1959 роках — слухач Курсів перепідготовки при ЦК КПРС.
У 1959—1963 роках — начальник Головного управління видавництв і поліграфічної промисловості Міністерства культури Білоруської РСР.
У 1963—1970 роках — заступник голови Державного комітету Ради Міністрів Білоруської РСР у справах видавництв, поліграфії і торгівлі книгами.
З 1970 року — на пенсії.

## Нагороди
- два ордени Трудового Червоного Прапора (28.02.1939,)
- орден Вітчизняної війни ІІ ст.
- орден Червоної Зірки
- медалі